# Stopselclub

Orte, in denen ein Stopselclub belegt ist. Im Hintergrund ist der Freistaat Bayern dargestellt, in welchem nahezu alle Stopselclubs gelegen sind. Stopselclubs sind hauptsächlich in Altbayern und Schwaben verbreitet, während sie im fränkischen Teil Bayerns nahezu unbekannt sind.

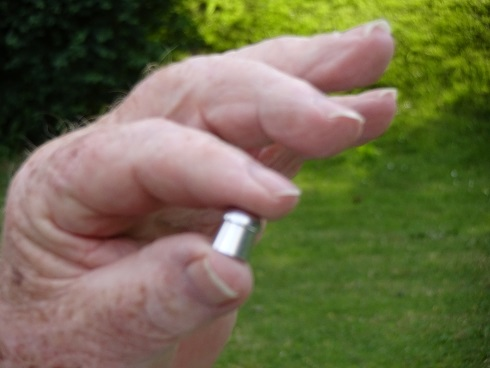
Ein Mitglied eines Stopselclubs präsentiert den Stöpsel. Hierbei handelt es sich um einen Metallstöpsel; Stöpsel aus Kork und Hartgummi werden häufig von anderen Stopselclubs verwendet.

Ein Stopselclub (gelegentlich auch Stopslclub, Stöpselclub, Stopselklub oder Stopselverein genannt) ist ein geselliger Verein, dessen Mitglieder stets einen Stöpsel mit sich tragen müssen.

## Regeln
Wenn sich zwei Vereinsmitglieder begegnen, kann einer den anderen auffordern, seinen Stopsel zu zeigen. Falls ein Mitglied den Stopsel nicht vorzeigen kann, z. B. weil es ihn zu Hause vergessen hat, dann muss das vergessliche Mitglied eine kleine Geldstrafe zahlen. Manche Vereine gestatten Ausnahmen, wenn die Mitglieder in Schlafanzug oder Badehose gekleidet sind. Andere verlangen das Vorzeigen nur bei offiziellen Veranstaltungen und Treffen.  Diese Strafen werden oft verwendet, um beim nächsten Vereinstreffen das Bier für die anwesenden Vereinsmitglieder zu zahlen.

## Geschichte
Stopselclubs sind in Bayern  mindestens seit der Mitte des 20. Jahrhunderts verbreitet, vereinzelt gab es sie aber auch schon Jahrzehnte früher. Stopselclubs sind als voneinander unabhängige lokale Vereine organisiert, die in vielen bayerischen Ortschaften Teil des Vereinslebens sind. Gelegentlich unterstützen Stopselclubs auch wohltätige Projekte. Der Stopselclub wurde 1975 in der Zeitschrift Kursbuch erwähnt. Die Satzung des Stopselclubs Dietramszell wurde im Katalogbuch zur Landesausstellung Bavaria, Germania, Europa: Geschichte auf Bayerisch des Hauses der Bayerischen Geschichte erwähnt.